# Associazione delle banche cantonali svizzere
L'Associazione delle banche cantonali svizzere (francese:Union des Banques Cantonales Suisses, tedesco:Verband Schweizerischer Kantonalbanken) o VSKB è nel sistema bancario svizzero, l'organizzazione che riunisce le 24 banche cantonali svizzere. Mira a tutelare gli interessi comuni e promuovere la cooperazione dei suoi membri e si impegna a rafforzare la posizione delle banche cantonali in Svizzera. L'associazione, organizzata nella forma giuridica di un'associazione, è stata fondata nel 1907 e dal 1971 ha sede presso la sua sede legale a Basilea.

## Organizzazione generale
L'organo supremo dell'organizzazione è l'Assemblea Generale, in cui ogni membro ha un solo voto. I suoi compiti più importanti includono l'emissione e la modifica dello statuto sociale, la ricezione della relazione annuale e del bilancio annuale, nonché l'elezione] del [presidente e vicepresidente del consiglio di amministrazione e dei revisori dei conti.
Il Consiglio di amministrazione costituisce l'organo di governo dell'associazione; è composto da 25 membri ed è composto dai 24 amministratori delegati delle singole banche cantonali e dal presidente eletto dall'assemblea generale per un periodo di quattro anni. Bruno Thürig Urs Mueller è Presidente dal 9 giugno 2022.
Il Comitato Direttivo è composto da un massimo di nove membri del Consiglio Direttivo. Ciò rappresenta un organo di gestione più vicino subordinato al consiglio di amministrazione ed è responsabile, tra l'altro, dell'attuazione delle risoluzioni dell'assemblea generale e del consiglio di amministrazione. Ad esempio, il comitato direttivo si occupa di questioni relative a progetti di cooperazione, istituisce commissioni e gruppi di lavoro, si occupa di questioni fondamentali di marketing congiunto, salvaguarda gli interessi dell'associazione in altre organizzazioni e nei confronti delle autorità federali e della Banca nazionale svizzera e decide in merito a questioni urgenti di competenza del consiglio di amministrazione.
L'ufficio è l'organo esecutivo dell'Associazione delle banche cantonali svizzere. Costituisce un collegamento nelle attività quotidiane sia tra l'associazione che i membri dell'associazione e tra l'associazione e le autorità e le istituzioni federali. Inoltre, rappresenta il gruppo bancario cantonale per i media e il pubblico.

## Membri

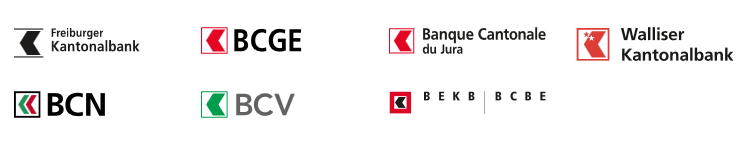
I loghi delle sei banche della svizzera romanda.

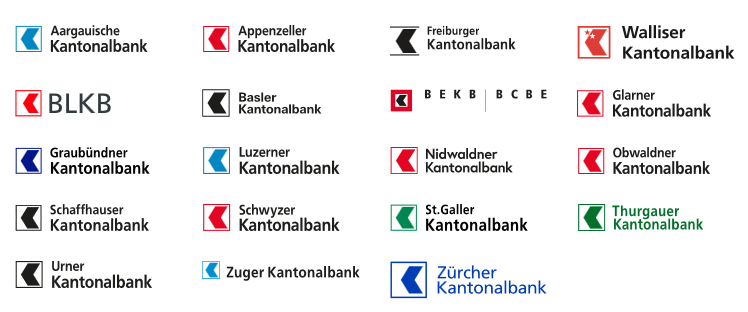
I loghi delle diciassette banche della svizzera tedesca

I membri sono le 24 banche dei cantoni svizzeri. I Cantoni di Soletta e Appenzello Esterno non hanno più una banca cantonale.
- Banca dello Stato del Cantone Ticino (BancaStato)
- Graubündner Kantonalbank (GKB)
- Banque cantonale de Fribourg (BCF/FKB)
- Banque cantonale de Genève (BCGE)
- Banque cantonale du Jura (BCJU)
- Banque cantonale du Valais (BCVS/WKB)
- Banque cantonale neuchâteloise (BCN)
- Banque cantonale vaudoise (BCV)
- Aargauische Kantonalbank (AKB)
- Appenzeller Kantonalbank (APPKB)
- Basellandschaftliche Kantonalbank (BLKB)
- Basler Kantonalbank (BKB)
- Berner Kantonalbank (BEKB/BCBE)
- Glarner Kantonalbank (GLKB)
- Luzerner Kantonalbank (LUKB)
- Nidwaldner Kantonabank (NWKB)
- Obwaldner Kantonalbank (OWKB)
- St.Galler Kantonalbank (SGKB)
- Schaffhauser Kantonalbank (SHKB)
- Schwyzer Kantonalbank (SZKB)
- Thurgauer Kantonalbank (TKB)
- Urner Kantonalbank (URKB)
- Zuger Kantonalbank (ZugerKB)
- Zürcher Kantonalbank (ZKB)